# National Union Catalog

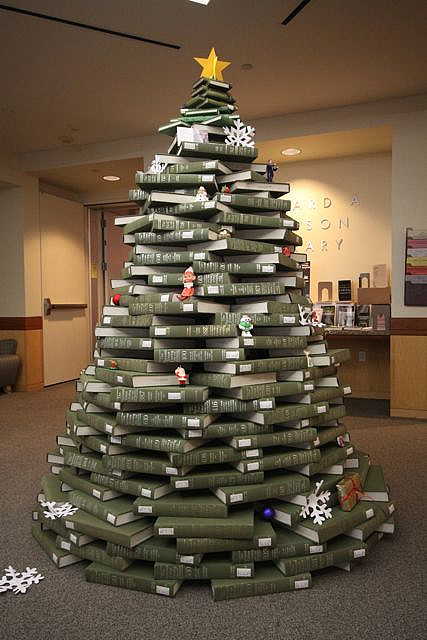
Choinka stworzona z tomów National Union Catalog na Uniwersytecie w San Francisco.

National Union Catalog – drukowany katalog zbiorów znajdujących się w Bibliotece Kongresu oraz innych amerykańskich i kanadyjskich bibliotekach.
Wydawany jest od lat pięćdziesiątych XX wieku. Nie jest w żaden sposób powiązany z National Union Catalog of Manuscript Collections. The National Union Catalog of Pre-1956 Imprints (Narodowy Katalog Unii Książek wydanych przed 1956), składający się z 754 tomów, w znacznym stopniu zastąpił starsze Katalogi Biblioteki Kongresu. Katalog jest masywną bibliografią stworzoną pomiędzy 1968 i 1981 rokiem. Zawiera fotokopie wydrukowanych katalogów z większych amerykańskich oraz kanadyjskich bibliotek, ułożonych alfabetycznie według nazwiska autora, lub alfabetycznie według tytułu dla utworów bez autora.
The NUC of Pre-1956 Imprints był ważnym źródłem dla weryfikacji informacji bibliograficznej oraz odnajdywania kopii książek przed powstaniem dużych elektronicznych baz danych, takich jak WorldCat.  Ogromny rozmiar i waga powodują, że użyteczność Katalogu ma coraz mniejsze znaczenie. 27% pozycji obecnych w Katalogu nie było jednak obecnych w WorldCat w 2005 roku(25% w 2008).

## Pełny tytuł
Pełny tytuł opisuje jego cel i rozmiar:
The National Union Catalog Pre-1956 Imprints: A Cumulative Author List Representing Library of Congress Printed Cards and Titles Reported by Other American Libraries, Compiled and Edited with the Cooperation of the Library of Congress and the National Union Subcommittee of the Resources Committee of the Resources and Technical Services Division, American Library Association. 
(tłum. Narodowy Katalog Rozproszony Książek Wydanych przed 1956 – Zbiór Nazwisk Autorów i Tytułów Reprezentujących Zbiory Biblioteki Kongresu oraz Innych Amerykańskich Bibliotek, Stworzony i Edytowany we Współpracy z Biblioteką Kongresu oraz Podkomitetem Komitetu Zasobów oraz Służby Technicznej Narodowej Unii, Stowarzyszenie Bibliotek Amerykańskich)

## Historia projektu
Biblioteka Kongresu rozpoczęła swój projekt katalogu rozproszonego  w 1901 roku w celu zlokalizowania każdej ważnej książki w Stanach Zjednoczonych. Ze wsparciem finansowym Johna D. Rockefellera Jr. kolekcja szybko objęła 11 milionów kart. Kopie tych kart były rozprowadzane do bibliotek w kraju. W końcu karty wszystkich skatalogowanych pozycji zostały wydrukowane jako Narodowy Katalog Rozproszony.
Aby ułatwić badania, w latach 60. XX wieku zdecydowano się opublikować wszystkie karty dotyczące książek wydanych przed 1956 w alfabetycznej liście. Mansell Information Ltd., firma która stworzyła katalog biblioteczny Muzeum Brytyjskiego, wygrała przetarg na stworzenie katalogu rozproszonego. Przez następne 14 lat, około sześciuset stronicowe woluminy były publikowane co miesiąc, aż zbiór został ukończony.

### Rozmiar
The NUC of Pre-1956 Imprints został opublikowany w 754 tomach, zawierających ponad 528 tysięcy stron. Cały Katalog zajmuje około 40 metrów półki. Waży prawie trzy tony.